# Esquists de Burgess
Els Esquists de Burgess (Burgess Shale) són un cèlebre jaciment paleontològic al Parc Nacional de Yoho de la província de la Colúmbia Britànica, al Canadà. Avui dia, els Esquists de Burgess són considerats Patrimoni de la Humanitat.

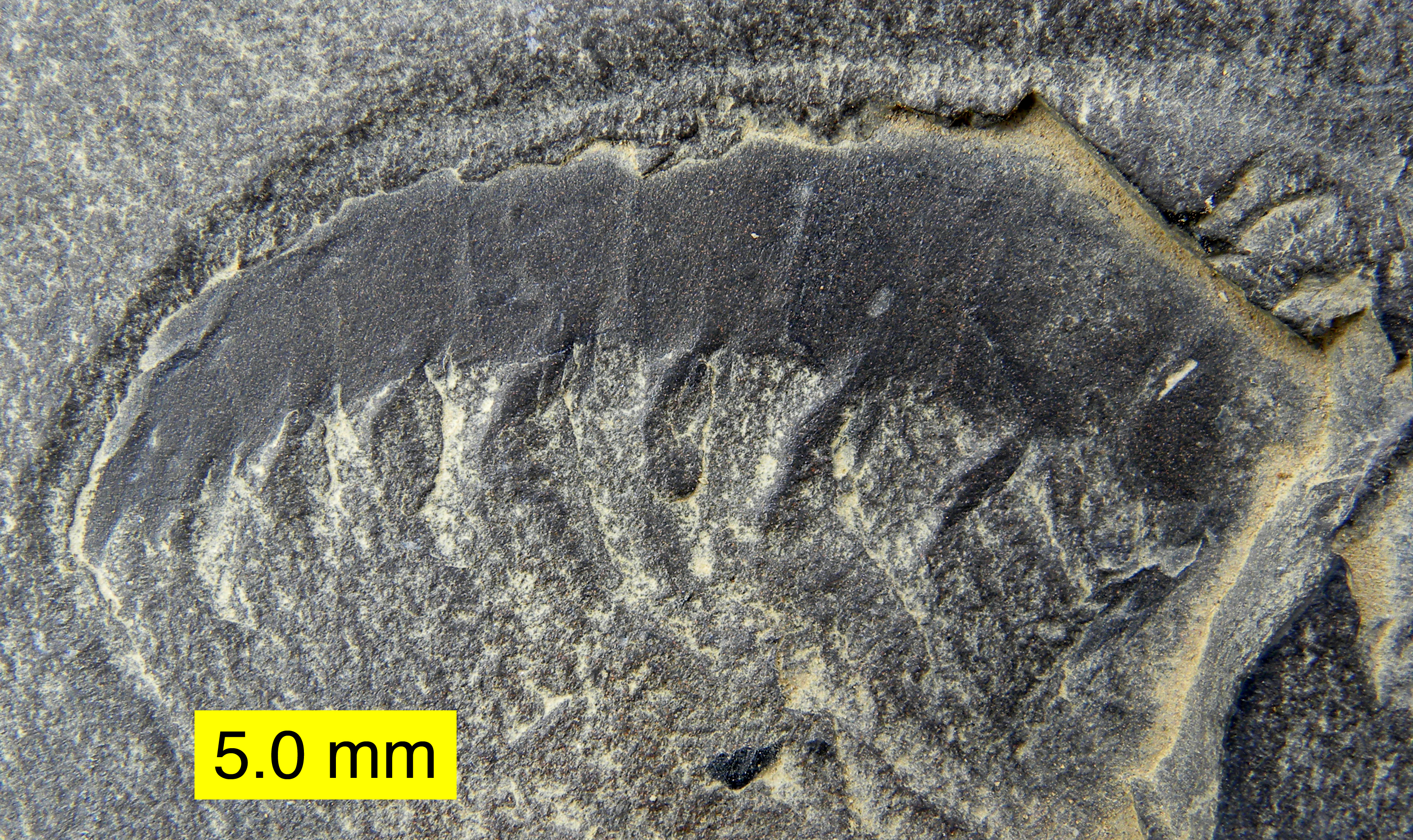
Fòssil dels esquists de Burgess

Els Esquists de Burgess són coneguts per la seva riquesa en vestigis d'animals invertebrats del període Cambrià mitjà (prop de 540 milions d'anys d'antiguitat). Aquest jaciment proveïx una imatge única de la vida oceànica en un període en el qual les criatures vertebrades no havien aparegut encara, i del qual no abunden vestigis.
Es creu que aquest jaciment de fòssils té l'origen en esllavissaments d'argila que inundaven en aquest període Cambrià mitjà una maresma poc profunda: atraparen in vivo les criatures invertebrades que poblaven aquesta porció oceànica, la qual cosa va provocar l'extraordinària riquesa de fòssils de criatures que normalment no deixen petjades clares (celenteris, mol·luscs sense conquilla, etc.).
Aquest lloc ha estat àmpliament estudiat per experts des del seu descobriment el 1909 per Charles Walcott, secretari en aquest moment de l'Institut Smithsonià i reconegut paleontòleg, que treballava a la regió atret per la riquesa de fòssils de diversos períodes. L'Institut Smithsonià disposa actualment de la col·lecció més gran a escala mundial d'espècimens dels Enquistos Burgess.

## Fòssils dels Esquists Burgess
L'aspecte més notable del jaciment de fòssils dels Esquists Burgess és la varietat de criatures presents, diverses de les quals van ser identificades per primera vegada com a exemplars complets precisament en aquest lloc. Algunes d'aquestes criatures no poden encara ser assignades a cap fílum conegut en el present, i són matèria de debat en els cercles paleontològics.

### Espècies assignades a algun grup amb espècies vivents
- Thaumaptilon (celenterats del grup Pennatulacea)
- Aysheaia (fílum Onychophora)
- Sidneyia (artròpode)
- Pikaia (fílum Chordata)
- Canadia (anèl·lid)
- Choia (esponja de mar)
- Ottoia (cuc priapúl·lid)
- Canadapsis (artròpode)
- Perspicaris (artròpode)
- Leanchoilia (artròpode)
- Hallucigenia

### Espècies assignades a grups sense exemplars vivents
- Haplophrentis (fílum Hyolitha)
- Marrella (artròpode)
- Olenoides (trilobit)
- Naraoia (trilobit)

### Espècies sense grup conegut
- Opabinia[2]
- Amiskwia
- Anomalocaris
- Wiwaxia